# آر تونيلكو كوغا
آر تونيلكو كوغا (بالإنجليزية: Quintet)، هي لعبة فيديو يابانية، صدرت في الأسواق سنة 2010، وهي من تطوير ستوديو غوست غو لِيمتد، وتعمل حصرياً لمنصة بلاي ستيشن 3.